# Sergej Jefimov
Sergej Dmitrijevitsj Jefimov (Russisch: Сергей Дмитриевич Ефимов) (Koroljov, 15 oktober 1987) is een Russische voetballer die bij voorkeur als verdediger speelt.
Hij verruilde in januari 2013 FK Chimki voor Torpedo Moskou.